# آذین
آذین نام یکی فرماندهان لشکر بابک خرمدین است.